# Cancer des surrénales
 Mise en garde médicale
Le corticosurrénalome, cancer de la surrénale ou carcinome corticosurrénalien, est une tumeur qui prend naissance dans le cortex de la glande surrénale. Parce qu'il est peu fréquent (maladie rare), il a une incidence annuelle de 0,5 à 2 cas sur 1 000 000, il y a un pic de cas chez les enfants jusqu'à 5 ans et les adultes dans la moyenne de 40-50 ans. Cette tumeur est plus souvent diagnostiquée chez la femme que chez l'homme et la raison en est inconnue. Habituellement, ces tumeurs déclenchent une surproduction d'hormones, une surproduction de catécholamines et produisent des quantités accrues de cortisol dans la circulation, ce qui peut entraîner des perturbations métaboliques.

## Facteurs de risque
Parce que les tumeurs surrénales sont peu fréquentes (rares), il n'y a toujours pas de facteurs de risque définitifs pour les tumeurs surrénales.
- Néoplasie endocrinienne multiple de type 2 ;
- Neurofibromatose de type 1 ;
- Syndrome de Beckwith-Wiedemann ;
- Syndrome de Li-Fraumeni ;
- Syndrome de paragangliome ;
- Syndrome de von Hippel-Lindau.

## Symptômes et signes
Les tumeurs malignes (telles que le cancer de la surrénale) à un stade avancé présentent souvent des symptômes similaires à ceux d'autres types de cancer, tels que :
- anémie ;
- douleur abdominale ;
- fatigue ;
- fièvre ;
- perte de poids sans raison apparente ;
- saignement dans les urines ;
- apparition d'une masse abdominale.

## Prévention
Malgré un grand nombre de tests de diagnostic, il n'y a pas de bonne façon de prévenir les tumeurs surrénaliennes. En cas de symptômes, consultez votre médecin référent qui vous orientera vers un urologue ou un service de carcinologie.